# 1607 год в литературе

## События
- Писатель Томас Деккер оставил театр и продолжил серию памфлетов, начатую «Банкетом холостяка» («The Batchelor’s Banket», 1603).
- Джон Флетчер и Фрэнсис Бомонт, поселившись в одном доме, в 1607—1614 годах совместно написали не менее 10 пьес для лондонской труппы Kings' Men («Слуги короля» из театров «Глобус» и «Блэкфрайерс»).
- Французский писатель Оноре д’Юрфе приступил к созданию знаменитого пасторального романа «Астрея».

## Книги
- «Institutes coutumières, manuel de plusieurs et diverses reigles, sentences, & proverbes du droit coutumier & plus ordinaire de la France» сочинение Антуана Луазеля
- «Chorągiew Wandalinowa» польского поэта Яна Юрковского.

## Родились
- 25 февраля — Дие́го де Бенави́дес де ла Куэ́ва и Ба́сан, испанский военный офицер, дипломат, писатель (умер в 1666).
- 8 марта — Иоганн Рист, германский поэт (умер в 1667).
- 12 марта — Пауль Герхардт, немецкий лютеранский теолог и наряду с Мартином Лютером самый значительный автор текстов духовных лютеранских песнопений (умер в 1676).
- 19 апреля — Валентин Тило (младший), прусский поэт (умер в 1662).
- 30 мая — Иоланта Цео, португальская поэтесса, драматург, прозванная «десятой музой Португалии» (умерла в 1693).
- 10 июля — Филипп Лаббе, французский учёный, автор сочинений, относящихся преимущественно к истории и истории религии, ряда хронологий (умер в 1667).
- 4 октября — Франсиско де Рохас Соррилья, испанский драматург. Автор трагических и комических пьес (умер в 1648).
- 5 ноября — Георг Филипп Харсдёрффер, немецкий писатель эпохи барокко: прозаик, поэт, переводчик (умер в 1658).
- 5 ноября — Анна Мария ван Схурман, немецкая и нидерландская поэтесса (умерла в 1678).
- 15 ноября — Мадлен де Скюдери, французская писательница, представительница прециозной литературы (умерла в 1701).
- 14 декабря — Янош Кемени, трансильванский князь , автор ценной «Автобиографии», написал «Псалтырь» (умер в 1662).
- Саед Алаол, индийский поэт (умер в 1673).
- Уильям Босуорт, английский поэт.
- Антуан Гомбо, шевалье де Мере, французский писатель (умер в 1684).
- Джунье Палмотич, хорватский поэт и драматург (умер в 1657).
- Этьен де Флакур, французский колониальный администратор, автор первой книги о Мадагаскаре (умер в 1660).

## Умерли
- 30 июня — Цезарь Бароний, кардинал, автор 12-томного труда по истории церкви «Церковные анналы» (Annales Ecclesiastici) (родился в 1538).
- 25 июля — Педро Линьян де Риаса, испанский поэт-романтик.
- 27 ноября — Хуан де Кастельянос, испанский священник, хронист, поэт (родился в 1522).
- 3 декабря — Иеронимус Юстесен Ранх, датский писатель и драматург. Его пьесы считаются лучшими литературными произведениями Дании в эпоху Возрождения и раннего барокко (родился в 1539).
- Эдвард Дайер, английский поэт (родился в 1543).
- Лаврентий Гослицкий, польско-латинский писатель (родился в 1530).
- Кадыргали Жалаири, казахский летописец.
- Динко Раньина, дубровницкий поэт и редактор (родился в 1536).
- Франсуа Розьер, французский писатель (родился в 1534).
- Жан Воклен де ла Френэ, французский поэт и теоретик поэзии (родился в 1536).